# MVC-COV1901
MVC-COV1901 ويُعرف أيضًا باسم إم في سي-كوف1901، هو لقاح مرشح ضد مرض فيروس كورونا، تعمل شركة «ميديجين فاكسين بيولوجيكز» التايوانية على تطويره وإنتاجه بتقنية وحدات البروتين الفرعية، وهو مخصص للإعطاء عن طريق الحقن العضلي.